# Huanchilla
Huanchilla es una localidad Argentina ubicada en el departamento Juárez Celman de la Provincia de Córdoba. Se formó en torno a la estación Huanchilla del ferrocarril San Martín, hoy sin uso.

## Población
Cuenta con 1137 habitantes (Indec, 2022), lo que representa un incremento del 0,5% frente a los 1131 habitantes (Indec, 2010) del censo anterior.
| Gráfica de evolución demográfica de Huanchilla entre 1991 y 2022 |
|                                                                  |
| Fuente: Censos nacionales del INDEC                              |

## Toponimia
El nombre es una transliteración del nombre de un capitanejo indígena que Frank W. O´Dwyer escuchó como Huanchilla, el significado original es difícil de saber por la corrupción fonética. Hay una historia no comprobada de que Huanchilla vivía al costado de una laguna situada 5 km al sur de Huanchilla.

## Historia
Las tierras de Huanchilla estuvieron vedadas al control efectivo por parte de la Argentina hasta que en 1869 el coronel Lucio V. Mansilla corrió la frontera interior hasta el río Quinto. En dicho año se levantó un precario fuerte 2 km al nordeste de Huanchilla, en el médano del Portezuelo; el fuerte fue abandonado en 1879 y sus restos se perdieron con el tiempo. En 1881 adquiere la zona Carlos Alberto A. Mayol, permaneciendo estas como campos de pasturas hasta 1909, año en que comienza el uso agrícola. Dicho año la zona se divide en dos colonias: Amada al norte y San Eduardo al sur.
En 1925 la empresa Ferrocarril Buenos Aires al Pacífico obtiene permiso para construir un ramal de Laboulaye a Sampacho, comenzando la construcción en 1927. La estación originalmente proyectada estaba en el contiguo campo de sucesión de O'Dwyer, pero problemas circunstanciales causaron que se escoja el kilómetro 64 en su lugar, para lo cual Mayol donó 56 hectáreas al ferrocarril, 12 para la estación y el restante para un poblado al sur de la misma. El poblado fue conocido inicialmente como Kilómetro 64.
En 1937 se añadieron 12 manzanas más al poblado, a lo que se sumaron 3 manzanas en 1969.

## Deporte
Huanchilla, cuenta con un Club de Fútbol que se denomina Club Municipalidad. Con anterioridad este club se llamó Club Social y Deportivo Carlos A. Mayol. Él cual participaba en la Liga Regional de Laboulaye hasta el año 1985. En su etapa en dicha liga, obtuvo el subcampeonato del año 1962.A mediados de la década del '80 el club deja de participar en la Liga de Laboulaye debidos a temas económicos. Después de varios intentos, en el año 2013 la localidad logra formar un equipo en la categoría de primera y así comienza a participar en una liga paralela, Liga del Sur Cordobés, bajo el nombre de Club Municipal. 
Actualmente está disputando el torneo Apertura.